# Exarcado Ortodoxo Russo na África
Exarcado Patriarcal da África (em russo:  Патриарший экзархат Африки, em inglês:  Patriarchal Exarchate of Africa, em francês:  l'Exarchat patriarcal d'Afrique) é o Exarcado da Igreja Ortodoxa Russa na África. Foi estabelecido por decisão do Santo Sínodo da Igreja Ortodoxa Russa em 29 de dezembro de 2021. O primaz do exarcado tem o título "Metropolita de Zaraisk".
O exarcado foi formado no território da jurisdição reconhecida do Patriarcado de Alexandria em conexão com pedidos de cristãos ortodoxos na África para se transferirem para a jurisdição do Patriarcado de Moscou após o reconhecimento, pelo Patriarcado de Alexandria, da autocefalia da Igreja Ortodoxa da Ucrânia, que a Igreja Ortodoxa Russa considera cismática.
Em fevereiro de 2025, o exarcado conta com cerca de 350 paróquias ativas em 32 países do continente africano. No clero do Exarcado servem mais de 250 sacerdotes, dos quais mais de 100 estão no Quênia.

## História
Em resposta ao reconhecimento em 8 de novembro de 2019 pelo Patriarca Teodoro II de Alexandria da Igreja Ortodoxa da Ucrânia e sua autocefalia, o Santo Sínodo da Igreja Ortodoxa Russa em 26 de dezembro de 2019 decidiu, entre outras coisas, retirar “paróquias da Igreja Ortodoxa Russa localizadas no continente africano” da jurisdição do Patriarcado de Alexandria e dar-lhes status estauropegial, a representação do Patriarca de Moscou e Toda a Rússia sob o Patriarca de Alexandria deve ser transformada em uma paróquia da Igreja Ortodoxa Russa no Cairo.
Em setembro de 2021, em referência ao jornal do Santo Sínodo da Igreja Ortodoxa Russa nº 61, foi indicado que, após o rompimento da comunhão com o Patriarcado Alexandrino, “a Igreja Ortodoxa Russa começou a receber inúmeras petições de admissão ao a jurisdição do Patriarcado de Moscou dos clérigos da Igreja de Alexandria que discordaram da decisão do Patriarca Teodoro de reconhecer os cismáticos ucranianos e aqueles que, por esse motivo, não querem estar sob sua omofório. A Igreja Ortodoxa Russa absteve-se de responder positivamente a tais petições na esperança de que o Patriarca Teodoro mudasse de ideia e que os hierarcas da Igreja Alexandrina não apoiassem a legalização do cisma ucraniano. Infelizmente, isso não aconteceu. Em 28 de julho de 2021, o Primaz da Igreja de Alexandria enviou seu representante oficial,o Bispo da Babilônia, a um evento organizado por cismáticos em Quieve, que leu a saudação em nome do Patriarca de Alexandria, Teodoro. E em 13 de agosto de 2021, o Patriarca Teodoro visitou o Pe. Imvros (Turquia) e na liturgia liderada pelo Patriarca Bartolomeu de Constantinopla, concelebrou com o chefe da chamada “Igreja Ortodoxa da Ucrânia”, e depois, durante um encontro separado com ele, assegurou-lhe seu forte apoio. Até o momento, nenhum dos bispos da Igreja Ortodoxa Alexandrina expressou desacordo com as ações do Patriarca Teodoro para apoiar o cisma na Ucrânia”. Como resultado, pela decisão do Santo Sínodo de 23 a 24 de setembro de 2021, o arcebispo Leônidas (Gorbachev) foi instruído a estudar os apelos recebidos e apresentar propostas ao Santo Sínodo.
Em 29 de dezembro de 2021, o Sínodo da Igreja Ortodoxa Russa tomou a decisão de admitir 102 clérigos do Patriarcado de Alexandria de oito países africanos à jurisdição do Patriarcado de Moscou, e também criou o Exarcado Patriarcal da África, abrangendo todo o continente africano com ilhas adjacentes. Como parte do exarcado, foram formadas as dioceses norte-africana e sul-africana. As paróquias estauropégicas do Patriarcado de Moscou no Egito, Tunísia e Marrocos foram atribuídas ao primeiro, e a paróquia estauropégica do Patriarcado de Moscou na África do Sul foi atribuída ao último. O bispo diocesano da diocese do norte da África estava determinado a ter o título de "Cairo e Norte da África", a diocese sul-africana - "Joanesburgo e África do Sul". Leônidas (Gorbachev), imediatamente após a decisão, disse à agência RIA Novosti : “O núcleo do Exarcado será forjado em Moscou. Esta é uma estrutura poderosa completamente nova em escala continental, que requer estudo e elaboração escrupulosos e detalhados”.
No dia seguinte, o Patriarcado de Alexandria expressou seu "mais profundo pesar" em relação à decisão do Patriarcado de Moscou de criar sua própria estrutura na África, totalmente dentro da jurisdição do antigo. Em entrevista à agência TASS em 31 de dezembro de 2021, Leônidas (Gorbachev) afirmou que após o reconhecimento da Igreja Ortodoxa da Ucrânia pelo Patriarca Teodoro, “não nos importamos se alguma ação for tomada pelo Patriarcado de Alexandria”, enfatizando: “ <…> se a hierarquia da Igreja Ortodoxa de Alexandria admitir seu erro e trouxer arrependimento, estaremos prontos para falar sobre alguma coisa. Mas a decisão do Santo Sínodo da Igreja Ortodoxa Russa sobre a criação de um exarcado na África não terá efeito retroativo em nenhum caso”. Presidente do Departamento de Relações Externas da Igreja, o Metropolita Hilarião (Alfeev) do Patriarcado de Moscou no início de janeiro de 2022 argumentou que “não estamos falando de nenhuma invasão” da Igreja Ortodoxa Russa ou do desejo de enfraquecer o Patriarcado Alexandrino, mas que o Patriarcado de Moscou foi para “aqueles que não quero ser associado à divisão".
O Sínodo do Patriarcado de Alexandria, em uma reunião em 12 de janeiro de 2022, adotou uma declaração na qual condenava o estabelecimento pelo Patriarcado de Moscou de seu exarcado dentro da jurisdição da Igreja de Alexandria, descrevendo tal ato como “uma invasão  imoral da Igreja da Rússia, realizada por métodos não canônicos e indignos”, bem como uma tentativa de perverter a eclesiologia ortodoxa por razões decorrentes do etnofiletismo, condenada pelo Concílio de Constantinopla em 1872, enquanto no ato do Patriarcado de Moscou há sinais de neocolonialismo e reivindicações de domínio global, o que contradiz a tradição ortodoxa. Em uma declaração de resposta do Santo Sínodo da Igreja Ortodoxa Russa datada de 28 de janeiro de 2022, foi dito: “Uma decisão tão difícil, tomada na situação do reconhecimento dos cismáticos ucranianos pelo Patriarca de Alexandria, não é de forma alguma uma expressão de uma reivindicação ao território canônico da antiga Igreja de Alexandria, mas persegue o único objetivo, dar proteção canônica aos clérigos ortodoxos na África que não querem participar da legitimação sem lei do cisma na Ucrânia. Apelamos a Sua Beatitude o Patriarca Teodoro II de Alexandria e os arquipastores da Santíssima Igreja de Alexandria que recusem o apoio ao cisma ucraniano e retornem ao caminho canônico para preservar a unidade da Santa Ortodoxia”.
Em 7 de fevereiro de 2022, o Metropolita Leônidas observou que “no momento temos cerca de 150 clérigos de mais de 12 países. Há quem olhe, há quem duvide”.
Em 19 de maio de 2002, Metropolita Leônidas de Klin visitou a África pela primeira na qualidade de Primaz do Exarcado africano da Igreja Ortodoxa Russa.

## Administração
Em 24 de março de 2022, m sua sessão realizada no Mosteiro Danilov, em Moscou, o Santo Sínodo da Igreja Russa aprovou o regulamento interno do Exarcado Africano.
Os regulamentos afirmam que o Exarcado “é uma subdivisão canônica da Igreja Ortodoxa Russa estabelecida com o objetivo de coordenar as atividades religiosas e educacionais, editoriais, sociais, educacionais e missionárias das dioceses e outras subdivisões canônicas da Igreja Ortodoxa Russa localizadas no território do Exarcado e incluído em sua composição”.
O documento estipula como o Exarcado deve ser governado, com a mais alta autoridade eclesiástica dentro da estrutura pertencente ao seu próprio Sínodo, que incluirá o Exarca, atualmente o  Metropolita Leônidas de Klin, e aqueles que serão nomeados como bispos das Dioceses africanas do Norte e do Sul. O Sínodo deve se reunir pelo menos uma vez a cada seis meses, e suas decisões devem ser submetidas à aprovação do Sínodo russo.
Como qualquer outra estrutura da Igreja Russa, o Exarcado também está sujeito às decisões do Santo Sínodo, do Conselho dos Bispos e do Conselho Local do Patriarcado de Moscou.

## Exarca

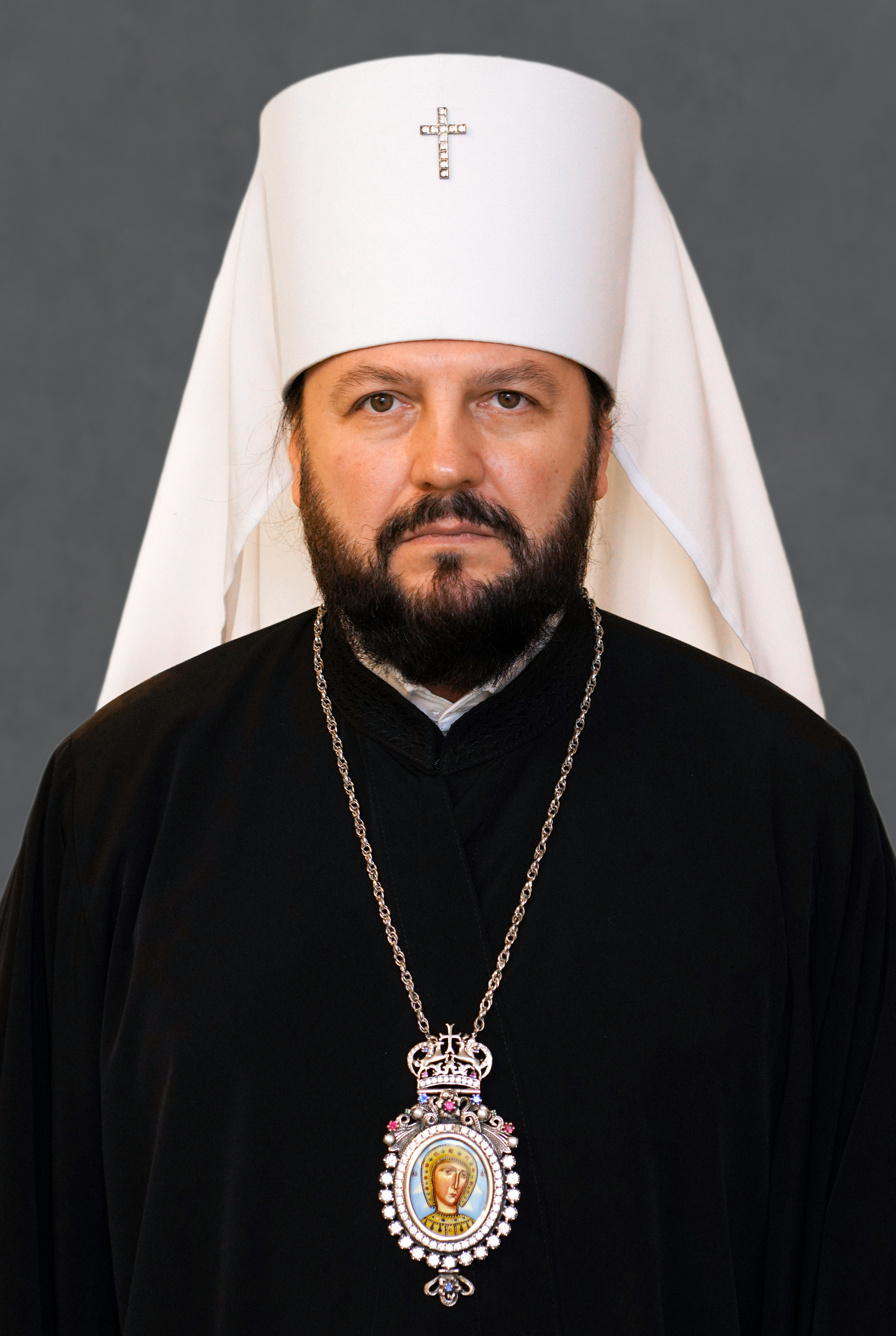
Metropolita Leônidas de Klin

- Leônidas (Gorbachev) (29 de dezembro de 2021 — 11 de outubro de 2023).[23]
- Constantino (Ostrovski) (desde 11 de outubro de 2023) em exercício.[24]

## Estrutura
- Diocese do Norte da África - Egito, Sudão, Sudão do Sul, Etiópia, Eritreia, Djibuti, Somália, Seychelles, República Centro-Africana, Camarões, Chade, Nigéria, Níger, Líbia, Tunísia, Argélia, Marrocos, Cabo Verde, Mauritânia, Senegal, Gâmbia, Mali,Burkina Faso, Guiné-Bissau, Guiné, Serra Leoa, Libéria, Costa do Marfim, Gana, Togo e Benin;[21]
- Diocese da África do Sul - África do Sul, Lesoto, Eswatini, Namíbia, Botsuana, Zimbábue, Moçambique, Angola, Zâmbia, Malawi, Madagascar, Maurício, Comores, Tanzânia, Quênia, Uganda, Ruanda, Burundi, República Democrática do Congo, República do Congo, Gabão,Guiné Equatorial e São Tomé e Príncipe.[21]